# باقر أباد (شيرنغ)
باقر أباد (بالفارسية: باقرآباد) هي قرية تقع في إيران في قسم شیرنغ الریفي. يقدر عدد سكانها بـ 808 نسمة .